# Selección de baloncesto de México
La selección masculina de baloncesto de México es el equipo formado por jugadores de nacionalidad mexicana que representa a la Asociación Deportiva Mexicana de Básquetbol (ADEMEBA) en las competiciones internacionales organizadas por la FIBA Américas, la Federación Internacional de Baloncesto (FIBA) y el Comité Olímpico Internacional (COI).
El baloncesto es una de las tres disciplinas en equipo que le han dado a México una medalla en Juegos Olímpicos, siendo las otras el fútbol en 2012 y 2020, y el polo, también en 1900 y 1936.
El equipo ha disputado seis ediciones de la Copa Mundial de Baloncesto. En 2013, México ganó el Campeonato FIBA Américas.

## Historia
Hasta finales de la década de 1960, el equipo de México fue una fuerza importante en el escenario mundial del basquetbol. El equipo ganó la medalla de bronce en los Juegos Olímpicos de Berlín de 1936, terminó cuarto en los Juegos Olímpicos de Londres de 1948 y quinto en los Juegos Olímpicos de 1968. México ganó la medalla de plata en los Juegos Panamericanos Winnipeg 1967 de la mano del capitán Carlos "Aguja" Quintanar con grandes jugadores como Arturo "Mano Santa" Guerrero y Manuel Raga.
En el Campeonato FIBA Américas de 2009 de San Juan, Puerto Rico, México terminó séptimo, por delante de Panamá, Venezuela y las Islas Vírgenes Estadounidenses. En las actuaciones individuales, Gustavo Ayón ha terminado entre los jugadores más importantes del torneo en robos (3.º), bloques (3.º) y minutos por partido (9.º).
Tanto Eduardo Nájera como Earl Watson expresaron su interés en representar a México a nivel internacional. Sin embargo, ninguno recibió permiso de sus equipos de la NBA para participar en el Campeonato FIBA Américas 2009 en San Juan, Puerto Rico.

### México vence a Estados Unidos
La selección mexicana ha evolucionado mucho últimamente tras dos logros muy importantes en Juegos Panamericanos de Guadalajara 2011, en donde obtuvieron una medalla de plata tras perder una emocionante final ante Puerto Rico. Se puede destacar que el equipo mexicano mostró mucha decisión en ataque y sobre todo una muy buena y consistente defensa.
El 29 de octubre de 2011, México derrotó al equipo de Estados Unidos 71–55. Esta victoria de 16 puntos se produjo durante los Juegos Panamericanos de 2011.

### "La Edad de Oro" (2013-presente)
Este avance del basquetbol mexicano se vería reflejado en el Campeonato FIBA Américas de 2013 donde el equipo mexicano participó como invitado en sustitución de Panamá, quienes fueron descalificados. Para sorpresa de muchos, vencieron al anfitrión Venezuela en su primer partido y avanzaron a la segunda ronda con victorias sobre Paraguay y República Dominicana. Más tarde terminaron primeros del grupo de ocho equipos de la segunda ronda y una victoria en semifinales sobre la gran favorita Argentina los llevó a la final.
El 11 de septiembre de 2013, vencieron a Puerto Rico 91-83 en el juego por la medalla de oro para ganar el Campeonato FIBA Américas, cobrando revancha de la final de los Panamericanos. El jugador interno Gustavo Ayón fue elegido como el Jugador Más Valioso del torneo. Gracias a esto, la selección regresó a un Campeonato Mundial de Baloncesto en el 2014 después de una larga ausencia de 40 años. Para algunos expertos este es considerado como el mayor logro del basquetbol mexicano desde la medalla de bronce lograda en los Juegos Olímpicos de Berlín 1936.

### Centrobasket 2014
En 2014 la selección mexicana siguió viviendo su gran momento luego de capturar la Medalla de Oro del Centrobasket 2014 celebrado en Nayarit, México. Los mexicanos se mantuvieron en récord perfecto de 6 victorias sin derrotas, para levantar el trofeo del certamen clasificatorio al Campeonato FIBA Américas de 2015. En esa ocasión, el mejor anotador por los de México lo fue Gustavo Ayón con un promedio de 14.7 puntos por juego.

### Copa Mundial de Baloncesto 2014
La sorprendente medalla de oro en el Campeonato FIBA Américas 2013 aseguró a México un lugar en la Copa Mundial de Baloncesto 2014 en España.
En la Copa Mundial de Baloncesto 2014, los mexicanos ganaron dos de sus cinco partidos de la ronda preliminar contra Corea y Angola, lo que les valió un lugar en los playoffs por primera vez en su historia. Sin embargo, se enfrentaron a los eventuales campeones, Estados Unidos.
Especialmente digno de mención fue el porcentaje de tiros de campo de 3 puntos de México, que fue uno de los más altos entre todos los equipos presentes en el evento.

### México vuelve a derrotar a Estados Unidos
El 28 de junio de 2018, México derrotó al equipo de Estados Unidos 78-70 durante los Clasificatorios para la Copa Mundial de Baloncesto FIBA 2019. México estuvo dirigido por Gustavo Ayón y Juan Toscano-Anderson. El equipo de Estados Unidos estaba dirigido por Alex Caruso, David Stockton y entrenado por Jeff Van Gundy.
Sin embargo, pese a no clasificar y quedar eliminado, una victoria sobre Panamá en su último partido les permitió ganar un repechaje hacia los Juegos Olímpicos de Tokio 2020.
En 2020, la ADEMEBA fue suspendida tras incumplimientos de los estatutos en la federación, luego de un juicio con el Tribunal de Arbitraje Deportivo quedó en peligro la participación internacional de los combinados nacionales.

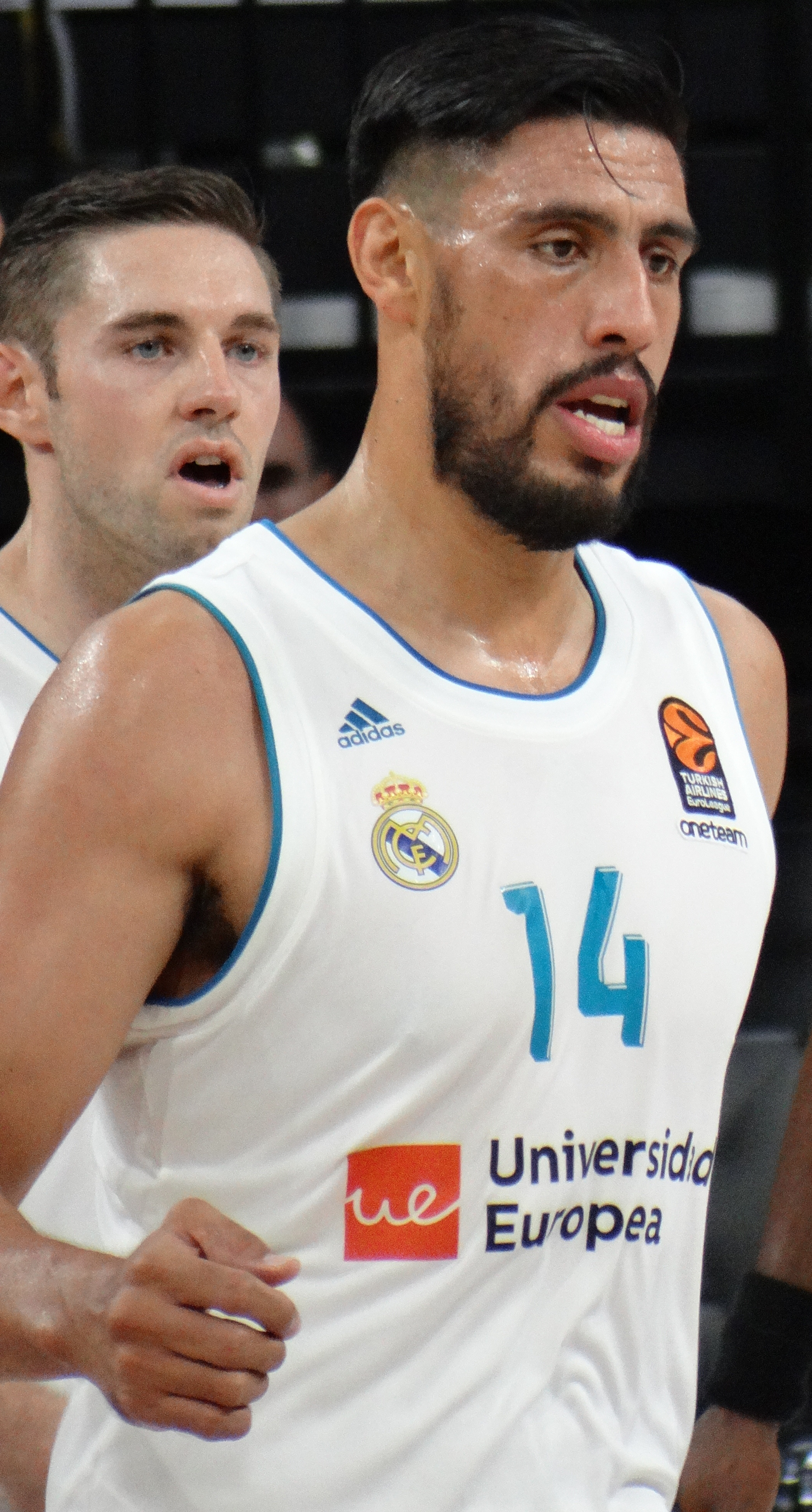
Gustavo Ayón.

En 2021 a partir de la no clasificación a Juegos Olímpicos y que la sanción que impuso el Tribunal de Arbitraje Deportivo se levantó, se generó una reestructuración en todas las categorías de selecciones nacionales, llegando Omar Quintero a la dirección de selecciones nacionales
En el repechaje preolímpico quedó segundo lugar de su grupo, accediendo a las semifinales, cayendo ante Brasil 102-74, quedando tercero en la clasificación.
El 19 de noviembre de 2021, México derrotó a Estados Unidos 97–88 durante los Clasificatorios para la Copa del Mundo de Baloncesto FIBA 2023. México fue liderado por Orlando Méndez-Valdez (quien también fue parte de la victoria de México sobre Estados Unidos en 2018) y el equipo de Estados Unidos fue liderado por Isaiah Thomas y Luke Kornet.
El 2 de septiembre de 2022, México derrotó a Estados Unidos 73-67 durante la FIBA AmeriCup 2022 en Recife, Brasil. México estuvo dirigido por Paul Stoll y Fabián Jaimes. El equipo de Estados Unidos estaba dirigido por Jodie Meeks, Patrick McCaw, Frank Mason III y Norris Cole.
Para 2022 durante los Clasificatorios a la Copa del Mundo, México quedó en segundo lugar del grupo en la primera ronda, lo que le permite buscar el boleto directo a la justa mundialista.
El 16 de agosto de 2023, México derrotó a los Kansas State University Wildcats 83-81 en un partido de exhibición en Abu Dhabi, Emiratos Árabes Unidos. Kansas State llegó a la Elite Eight en el Torneo de la NCAA en la temporada 2022-23.

## Jugadores
Lista de jugadores convocados que disputarán la segunda ronda de la Clasificación de FIBA Américas para la Copa Mundial de Baloncesto de 2027 del 8 al 10 de agosto de 2025.
| México                                                                                            |                                  |           |                     |         |                                      |
| Num                                                                                               | Jugador                          | Pos       | Altura              | Edad    | Equipo                               |
| 0                                                                                                 | Karim Scott Rodríguez Carrasco   | Escolta   | 1.96 m (6 ft 5 in)  | 37 años | Astros de Jalisco (LNBP)             |
| 1                                                                                                 | Andre All Wright Vargas          | Alero     | 1.90 m (6 ft 3 in)  | 19 años | Valparaiso University (NCAA)         |
| 2                                                                                                 | Yahir Gael Bonilla Silva         | Alero     | 2.04 m (6 ft 8 in)  | 22 años | Diablos Rojos del México (LNBP)      |
| 3                                                                                                 | Fabian Misael Jaimes Nava        | Ala-pívot | 1.98 m (6 ft 6 in)  | 32 años | Soles de Mexicali (LNBP)             |
| 4                                                                                                 | Paul Michael Stoll Hernández     | Base      | 1.80 m (5 ft 11 in) | 39 años | Halcones de Xalapa (LNBP)            |
| 7                                                                                                 | Moisés Emilio Andriassi Quintana | Escolta   | 1.88 m (6 ft 2 in)  | 25 años | Astros de Jalisco (LNBP)             |
| 9                                                                                                 | Francisco Javier Cruz Saldívar   | Escolta   | 1.90 m (6 ft 3 in)  | 35 años | Mersin MSK (BSL)                     |
| 10                                                                                                | Gabriel Oscar Girón Villareal    | Alero     | 1.91 m (6 ft 3 in)  | 37 años | Halcones de Xalapa (LNBP)            |
| 15                                                                                                | Jorge Manuel Camacho Federico    | Pívot     | 2.00 m (6 ft 5 in)  | 35 años | El Calor de Cancún (LNBP)            |
| 25                                                                                                | José Israel Gutiérrez Zermeño    | Pívot     | 2.06 m (6 ft 9 in)  | 32 años | Halcones de Xalapa (LNBP)            |
| 31                                                                                                | Joseph John Avila Jr.            | Ala-pívot | 2.01 m (6 ft 7 in)  | 33 años | Halcones de Xalapa (LNBP)            |
| 33                                                                                                | José Murillo Villalobos          | Alero     | 2.06 m (6 ft 9 in)  | 22 años | Eastern New Mexico University (NCAA) |
| Entrenador: - Omar Quintero Pereda Asistentes: - Gustavo Quintero Pereda - Javier Monferrer Yuste |                                  |           |                     |         |                                      |

 =  Capitán 
 =  Cuenta con nacionalidad mexicana. 

Lista de jugadores convocados que disputaron la tercera ventana del Clasificatorio a la FIBA AmeriCup de 2025 el 21 y 24 de febrero de 2025.
| México |                                  |           |                     |         |                                           |
| Num | Jugador                          | Pos       | Altura              | Edad    | Equipo                                    |
| 0 | Karim Scott Rodríguez Carrasco   | Escolta   | 1.96 m (6 ft 5 in)  | 37 años | Apaches de Chihuahua (LBE)                |
| 2 | Yahir Gael Bonilla Silva         | Alero     | 2.04 m (6 ft 8 in)  | 22 años | Ángeles de la Ciudad de México (CIBACOPA) |
| 3 | Fabian Misael Jaimes Nava        | Ala-pívot | 1.98 m (6 ft 6 in)  | 32 años | Dorados de Chihuahua (LBE)                |
| 4 | Paul Michael Stoll Hernández     | Base      | 1.80 m (5 ft 11 in) | 39 años | Halcones de Xalapa (LNBP)                 |
| 7 | Moisés Emilio Andriassi Quintana | Escolta   | 1.88 m (6 ft 2 in)  | 25 años | Astros de Jalisco (CIBACOPA)              |
| 9 | Francisco Javier Cruz Saldívar   | Escolta   | 1.90 m (6 ft 3 in)  | 35 años | Mersin MSK (BSL)                          |
| 10 | Gabriel Oscar Girón Villareal    | Alero     | 1.91 m (6 ft 3 in)  | 37 años | Real Estelí (BCLA)                        |
| 15 | Jorge Manuel Camacho Federico    | Pívot     | 2.00 m (6 ft 5 in)  | 35 años | Halcones de Xalapa (LNBP)                 |
| 16 | Iván Montano Macías              | Base      | 1.80 m (5 ft 11 in) | 26 años | Club Atlético Riachuelo (LNB)             |
| 21 | Karim Hiram López Mondaca        | Ala-pívot | 2.02 m (6 ft 8 in)  | 18 años | New Zealand Breakers (NBL)                |
| 25 | José Israel Gutiérrez Zermeño    | Pívot     | 2.06 m (6 ft 9 in)  | 32 años | Dorados de Chihuahua (LBE)                |
| 31 | Joseph John Avila Jr.            | Ala-pívot | 2.01 m (6 ft 7 in)  | 33 años | Toros Laguna (LBE)                        |
| Entrenador: - Omar Quintero Pereda Asistentes: - Victor Kaleb Canales - Javier Monferrer Yuste - Gustavo Quintero Pereda |                                  |           |                     |         |                                           |

 =  Capitán 
 =  Cuenta con nacionalidad mexicana. 
Lista de jugadores convocados que disputaron la segunda ventana del Clasificatorio a la FIBA AmeriCup de 2025 el 21 y 24 de noviembre de 2024.
| México |                                  |           |                     |         |                                   |
| Num | Jugador                          | Pos       | Altura              | Edad    | Equipo                            |
| 0 | Karim Scott Rodríguez Carrasco   | Escolta   | 1.96 m (6 ft 5 in)  | 37 años | Lobos Plateados de la BUAP (LNBP) |
| 1 | José David Estrada Stone         | Escolta   | 1.93 m (6 ft 4 in)  | 31 años | Dorados de Chihuahua (LNBP)       |
| 2 | Yahir Gael Bonilla Silva         | Alero     | 2.04 m (6 ft 8 in)  | 20 años | Diablos Rojos del México (LNBP)   |
| 3 | Fabian Misael Jaimes Nava        | Ala-pívot | 1.98 m (6 ft 6 in)  | 32 años | Panteras de Aguascalientes (LNBP) |
| 4 | Paul Michael Stoll Hernández     | Base      | 1.80 m (5 ft 11 in) | 39 años | Halcones de Xalapa (LNBP)         |
| 5 | Irwin Raúl Ávalos Bonilla        | Alero     | 2.01 m (6 ft 7 in)  | 34 años | Halcones Rojos de Veracruz (LNBP) |
| 7 | Moisés Emilio Andriassi Quintana | Escolta   | 1.88 m (6 ft 2 in)  | 25 años | Astros de Jalisco (LNBP)          |
| 11 | Jorge Carlos de la Serna Delgado | Ala-pívot | 1.98 m (6 ft 6 in)  | 26 años | Panteras de Aguascalientes (LNBP) |
| 15 | Jorge Manuel Camacho Federico    | Pívot     | 2.00 m (6 ft 5 in)  | 35 años | Halcones de Xalapa (LNBP)         |
| 16 | Iván Montano Macías              | Base      | 1.80 m (5 ft 11 in) | 26 años | Panteras de Aguascalientes (LNBP) |
| 21 | Karim Hiram López Mondaca        | Ala-pívot | 2.02 m (6 ft 8 in)  | 18 años | New Zealand Breakers (NBL)        |
| 25 | José Israel Gutiérrez Zermeño    | Pívot     | 2.06 m (6 ft 9 in)  | 32 años | Halcones de Xalapa (LNBP)         |
| Entrenador: - Omar Quintero Pereda Asistentes: - Victor Kaleb Canales - Javier Monferrer Yuste - Gustavo Quintero Pereda |                                  |           |                     |         |                                   |

 =  Capitán 
 =  Cuenta con nacionalidad mexicana. 
Lista de jugadores convocados que disputaron el Torneo Preolímpico FIBA 2024 del 2 al 7 de julio.
| México |                                  |           |                     |         |                                      |
| Num | Jugador                          | Pos       | Altura              | Edad    | Equipo                               |
| 0 | Karim Scott Rodríguez Carrasco   | Escolta   | 1.96 m (6 ft 5 in)  | 37 años | Rayos de Hermosillo (CIBACOPA)       |
| 2 | Isael Silva                      | Base      | 1.93 m (6 ft 4 in)  | 23 años | Long Beach State Beach (NCAA)        |
| 3 | Fabian Misael Jaimes Nava        | Ala-pívot | 1.98 m (6 ft 6 in)  | 32 años | Panteras de Aguascalientes (LNBP)    |
| 4 | Paul Michael Stoll Hernández     | Base      | 1.80 m (5 ft 11 in) | 39 años | Halcones de Xalapa (LNBP)            |
| 5 | Irwin Raúl Ávalos Bonilla        | Alero     | 2.01 m (6 ft 7 in)  | 34 años | Dorados de Chihuahua (LBE)           |
| 7 | Moisés Emilio Andriassi Quintana | Escolta   | 1.88 m (6 ft 2 in)  | 25 años | Astros de Jalisco (CIBACOPA)         |
| 10 | Gabriel Oscar Girón Villareal    | Alero     | 1.91 m (6 ft 3 in)  | 37 años | Halcones de Xalapa (LNBP)            |
| 12 | Adrien Isaac Porras              | Ala-pívot | 2.10 m (6 ft 10 in) | 16 años | Hillcrest Prep (CAA)                 |
| 16 | Iván Montano Macías              | Base      | 1.80 m (5 ft 11 in) | 26 años | Piratas de Imbabura (LBP)            |
| 21 | Karim Hiram López Mondaca        | Ala-pívot | 2.02 m (6 ft 8 in)  | 18 años | Club Joventut Badalona (Liga Endesa) |
| 25 | José Israel Gutiérrez Zermeño    | Pívot     | 2.06 m (6 ft 9 in)  | 32 años | Halcones de Xalapa (LNBP)            |
| 34 | Joshua Bryan Ibarra Edge         | Pívot     | 2.10 m (6 ft 11 in) | 30 años | Marinos de Oriente (SPB)             |
| Entrenador: - Omar Quintero Pereda Asistentes: - Victor Kaleb Canales - Javier Monferrer Yuste - Gustavo Quintero Pereda |                                  |           |                     |         |                                      |

 =  Capitán 
 =  Cuenta con nacionalidad mexicana. 
Lista de jugadores convocados que disputó los Juegos Panamericanos 2023 del 31 de octubre al 4 de noviembre.
| México |                                  |              |                     |         |                                   |
| Num | Jugador                          | Pos          | Altura              | Edad    | Equipo                            |
| 1 | Victor César Valdés Banda        | Alero        | 1.96 m (6 ft 4 in)  | 21 años | Troy University (NCAA)            |
| 2 | Eduardo José Girón Villareal     | Alero        | 1.90 m (6 ft 3 in)  | 27 años | Correcaminos de Victoria (LNBP)   |
| 3 | Fabian Misael Jaimes Nava        | Ala-pívot    | 1.98 m (6 ft 6 in)  | 32 años | Panteras de Aguascalientes (LNBP) |
| 5 | Irwin Raúl Ávalos Bonilla        | Alero        | 2.01 m (6 ft 7 in)  | 34 años | Plateros de Fresnillo (LNBP)      |
| 7 | Moisés Emilio Andriassi Quintana | Base/Escolta | 1.88 m (6 ft 2 in)  | 25 años | Astros de Jalisco (LNBP)          |
| 8 | Kohl Gerhard Meyer               | Escolta      | 1.91 m (6 ft 3 in)  | 31 años | Halcones de Xalapa (LNBP)         |
| 11 | Jonatan Humberto Machado Tamez   | Ala-Pívot    | 2.00 m (6 ft 7 in)  | 31 años | Astros de Jalisco (LNBP)          |
| 12 | Víctor Ramón Álvarez Diez        | Base         | 1.83 m (6 ft 0 in)  | 29 años | Soles de Mexicali (LNBP)          |
| 15 | Jorge Manuel Camacho Federico    | Pívot        | 2.00 m (6 ft 5 in)  | 35 años | Halcones de Xalapa (LNBP)         |
| 16 | Iván Montano Macías              | Base         | 1.80 m (5 ft 11 in) | 26 años | Plateros de Fresnillo (LNBP)      |
| 24 | Omar De Haro Gutiérrez           | Escolta      | 1.87 m (6 ft 2 in)  | 30 años | Santos del Potosí (LNBP)          |
| 25 | José Israel Gutiérrez Zermeño    | Pívot        | 2.08 m (6 ft 10 in) | 32 años | Halcones de Xalapa (LNBP)         |
| Entrenador: - Gustavo Quintero Pereda Asistente: - Luis Federico Quintero Pereda - Jorge Samuel Piña Bustillos |                                  |              |                     |         |                                   |

 =  Capitán 
 =  Cuenta con nacionalidad mexicana. 

Lista de jugadores convocados que disputó la Copa Mundial de Baloncesto de 2023 del 23 de agosto al 10 de septiembre.
| México                                                                                            |                                    |           |                     |         |                                   |
| Num                                                                                               | Jugador                            | Pos       | Altura              | Edad    | Equipo                            |
| 2                                                                                                 | Yahir Gael Bonilla Silva           | Alero     | 2.04 m (6 ft 8 in)  | 20 años | Cáceres Basket (LEB Oro)          |
| 3                                                                                                 | Fabian Misael Jaimes Nava          | Ala-pívot | 1.98 m (6 ft 6 in)  | 32 años | Panteras de Aguascalientes (LNBP) |
| 4                                                                                                 | Paul Michael Stoll Hernández       | Base      | 1.80 m (5 ft 11 in) | 39 años | Fuerza Regia (LNBP)               |
| 7                                                                                                 | Jorge Iván Gutiérrez Cárdenas      | Escolta   | 1.90 m (6 ft 3 in)  | 36 años | Libertadores de Querétaro (LCBA)  |
| 8                                                                                                 | Moisés Emilio Andriassi Quintana   | Escolta   | 1.88 m (6 ft 2 in)  | 25 años | Astros de Jalisco (CIBACOPA)      |
| 9                                                                                                 | Francisco Javier Cruz Saldívar     | Escolta   | 1.90 m (6 ft 3 in)  | 35 años | Manisa BSB (BSL)                  |
| 10                                                                                                | Gabriel Oscar Girón Villareal      | Alero     | 1.91 m (6 ft 3 in)  | 37 años | Fuerza Regia (LNBP)               |
| * 12                                                                                              | Héctor Humberto Hernández Gallegos | Ala-Pívot | 2.05 m (6 ft 9 in)  | 40 años | Libertadores de Querétaro (LCBA)  |
| 13                                                                                                | Orlando Homer Méndez-Valdéz        | Escolta   | 1.83 m (6 ft 0 in)  | 39 años | Capitanes CDMX (NBA G League)     |
| 15                                                                                                | Jorge Manuel Camacho Federico      | Ala-Pívot | 2.00 m (6 ft 5 in)  | 35 años | Rayos de Hermosillo (CIBACOPA)    |
| * 16                                                                                              | Iván Montano Macías                | Base      | 1.80 m (5 ft 11 in) | 26 años | Plateros de Fresnillo (LNBP)      |
| 25                                                                                                | José Israel Gutiérrez Zermeño      | Pívot     | 2.06 m (6 ft 9 in)  | 32 años | Halcones de Xalapa (LNBP)         |
| 34                                                                                                | Joshua Bryan Ibarra Edge           | Pívot     | 2.10 m (6 ft 11 in) | 30 años | Plateros de Fresnillo (LNBP)      |
| 44                                                                                                | Daniel Amigo                       | Pívot     | 2.08 m (6 ft 8 in)  | 29 años | Libertadores de Querétaro (LNBP)  |
| Entrenador: - Omar Quintero Pereda Asistentes: - Gustavo Quintero Pereda - Javier Monferrer Yuste |                                    |           |                     |         |                                   |

 =  Capitán 
 =  Cuenta con nacionalidad mexicana. 
Jugadores convocados como reservas (*)
Lista de jugadores convocados que consiguió la medalla de plata en los Juegos Centroamericanos y del Caribe 2023 del 1 al 15 de julio.
| México                                                                    |                                  |           |                     |         |                                  |
| Num                                                                       | Jugador                          | Pos       | Altura              | Edad    | Equipo                           |
| 1                                                                         | Victor César Valdés Banda        | Alero     | 1.96 m (6 ft 4 in)  | 21 años | Troy University (NCAA)           |
| 2                                                                         | Yahir Gael Bonilla Silva         | Alero     | 2.04 m (6 ft 8 in)  | 20 años | Cáceres Basket (LEB Oro)         |
| 3                                                                         | Fabian Misael Jaimes Nava        | Ala-pívot | 1.98 m (6 ft 6 in)  | 32 años | Atenas (LNB)                     |
| 5                                                                         | Diego Armando Willis Orozco      | Escolta   | 1.93 m (6 ft 4 in)  | 26 años | Libertadores de Querétaro (LNBP) |
| 8                                                                         | Moisés Emilio Andriassi Quintana | Base      | 1.88 m (6 ft 2 in)  | 25 años | Astros de Jalisco (CIBACOPA)     |
| 10                                                                        | Gabriel Oscar Girón Villarreal   | Alero     | 1.91 m (6 ft 3 in)  | 37 años | Toros Laguna (LBE)               |
| 11                                                                        | Jonathan Humberto Machado Tamez  | Ala-Pívot | 2.00 m (6 ft 7 in)  | 31 años | Astros de Jalisco (CIBACOPA)     |
| 16                                                                        | Iván Montano Macías              | Base      | 1.80 m (5 ft 11 in) | 26 años | Toros Laguna (LBE)               |
| 20                                                                        | Juan Reyna III                   | Escolta   | 1.91 m (6 ft 3 in)  | 23 años | Campbell University (NCAA)       |
| 25                                                                        | José Israel Gutiérrez Zermeño    | Pívot     | 2.08 m (6 ft 10 in) | 32 años | Dorados Capital (LBE)            |
| 44                                                                        | Daniel Amigo                     | Pívot     | 2.08 m (6 ft 10 in) | 29 años | Libertadores de Querétaro (LNBP) |
| 62                                                                        | Juan Pablo Camargo Téllez        | Ala-Pívot | 2.03 m (6 ft 8 in)  | 23 años | Northwest College (NCAA)         |
| Entrenador: - Gustavo Quintero Pereda Asistente: - Javier Monferrer Yuste |                                  |           |                     |         |                                  |

 =  Capitán 
 =  Cuenta con nacionalidad mexicana. 

## Entrenadores
| Entrenador                          | Período       |
| ----------------------------------- | ------------- |
| Agustín "Auggie" García Arreola     | 1953–1959     |
| Enrique "Kiki" Romero González      | 1959–1963     |
| Pedro Barba Ramos                   | 1963–1964     |
| Agustín "Auggie" García Arreola     | 1964–1967     |
| Lester Lane                         | 1967–1968     |
| Pedro Barba Ramos                   | 1968–1974     |
| Gustavo Saggiante López             | 1974          |
| Pedro Barba Ramos                   | 1974–1976     |
| José Carlos Bru Villarreal          | 1976–1980     |
| Arturo "Mano Santa" Guerrero Moreno | 1990–1994     |
| Guillermo Vecchio Rodríguez         | 2003–2005     |
| Gerardo Guzmán Jiménez              | 2005–2007     |
| Nolan Richardson                    | 2007          |
| Silvio José Santander               | 2008          |
| Arturo "Mano Santa" Guerrero Moreno | 2009          |
| Josep Clarós Canals                 | 2010          |
| Andrés "Veneno" Contreras Arellano  | 2010          |
| Sergio Valdeolmillos Moreno         | 2011          |
| Josep Clarós Canals                 | 2012          |
| Sergio Valdeolmillos Moreno         | 2013–2014     |
| Bill Cartwright                     | 2014–2015     |
| Sergio Valdeolmillos Moreno         | 2015          |
| Horacio Llamas Grey                 | 2015          |
| Sergio Valdeolmillos Moreno         | 2016–2017     |
| Ramón Díaz Sánchez                  | 2017–2018     |
| Iván Eduardo Déniz O'Donnell        | 2018–2019     |
| Sergio Saúl Molina Soler            | 2020          |
| Francisco Olmos Hernández           | 2020          |
| Omar Quintero Pereda                | 2021–presente |

## Resultados

### Próximos encuentros
| Fecha                   | Ciudad            | Competición                               | Local                |                                    | Resultado |                                    | Visitante            |
| ----------------------- | ----------------- | ----------------------------------------- | -------------------- | ---------------------------------- | --------- | ---------------------------------- | -------------------- |
| 25 de agosto de 2022    | Chihuahua         | Clasificación Mundial 2023                | México               | Bandera de México                  | 89:93     | Bandera de Colombia                | Colombia             |
| 29 de agosto de 2022    | Jaraguá do Sul    | Clasificación Mundial 2023                | Brasil               | Bandera de Brasil                  | 72:82     | Bandera de México                  | México               |
| 2 de septiembre de 2022 | Recife            | FIBA AmeriCup 2022                        | México               | Bandera de México                  | 73:67     | Bandera de Estados Unidos          | Estados Unidos       |
| 4 de septiembre de 2022 | Recife            | FIBA AmeriCup 2022                        | Panamá               | Bandera de Panamá                  | 60:65     | Bandera de México                  | México               |
| 5 de septiembre de 2022 | Recife            | FIBA AmeriCup 2022                        | México               | Bandera de México                  | 74:80     | Bandera de Venezuela               | Venezuela            |
| 8 de septiembre de 2022 | Recife            | FIBA AmeriCup 2022                        | México               | Bandera de México                  | 77:82     | Bandera de Canadá                  | Canadá               |
| 11 de noviembre de 2022 | Chihuahua         | Clasificación Mundial 2023                | México               | Bandera de México                  | 80:60     | Bandera de Uruguay                 | Uruguay              |
| 14 de noviembre de 2022 | Chihuahua         | Clasificación Mundial 2023                | México               | Bandera de México                  | 56:102    | Bandera de Brasil                  | Brasil               |
| 23 de febrero de 2023   | Medellín          | Clasificación Mundial 2023                | Colombia             | Bandera de Colombia                | 54:113    | Bandera de México                  | México               |
| 26 de febrero de 2023   | Montevideo        | Clasificación Mundial 2023                | Uruguay              | Bandera de Uruguay                 | 69:82     | Bandera de México                  | México               |
| 1 de julio de 2023      | San Salvador      | Juegos Centroamericanos y del Caribe 2023 | México               | Bandera de México                  | 64:53     | Bandera de Puerto Rico             | Puerto Rico          |
| 2 de julio de 2023      | San Salvador      | Juegos Centroamericanos y del Caribe 2023 | El Salvador          | Bandera de El Salvador             | 78:96     | Bandera de México                  | México               |
| 3 de julio de 2023      | San Salvador      | Juegos Centroamericanos y del Caribe 2023 | Cuba                 | Bandera de Cuba                    | 61:85     | Bandera de México                  | México               |
| 4 de julio de 2023      | San Salvador      | Juegos Centroamericanos y del Caribe 2023 | México               | Bandera de México                  | 83:69     | Bandera de Nicaragua               | Nicaragua            |
| 5 de julio de 2023      | San Salvador      | Juegos Centroamericanos y del Caribe 2023 | México               | Bandera de México                  | 72:89     | Bandera de la República Dominicana | República Dominicana |
| 25 de agosto de 2023    | Pasay             | Copa Mundial 2023                         | México               | Bandera de México                  | 71:91     | Bandera de Montenegro              | Montenegro           |
| 27 de agosto de 2023    | Pasay             | Copa Mundial 2023                         | Lituania             | Bandera de Lituania                | 96:66     | Bandera de México                  | México               |
| 29 de agosto de 2023    | Pasay             | Copa Mundial 2023                         | Egipto               | Bandera de Egipto                  | 100:72    | Bandera de México                  | México               |
| 31 de agosto de 2023    | Pasay             | Copa Mundial 2023                         | Nueva Zelanda        | Bandera de Nueva Zelanda           | 100:108   | Bandera de México                  | México               |
| 2 de septiembre de 2023 | Pasay             | Copa Mundial 2023                         | Jordania             | Bandera de Jordania                | 80:93     | Bandera de México                  | México               |
| 31 de octubre de 2023   | Santiago          | Juegos Panamericanos 2023                 | México               | Bandera de México                  | 54:74     | Bandera de Brasil                  | Brasil               |
| 1 de noviembre de 2023  | Santiago          | Juegos Panamericanos 2023                 | Puerto Rico          | Bandera de Puerto Rico             | 72:82     | Bandera de México                  | México               |
| 2 de noviembre de 2023  | Santiago          | Juegos Panamericanos 2023                 | Chile                | Bandera de Chile                   | 63:59     | Bandera de México                  | México               |
| 3 de noviembre de 2023  | Santiago          | Juegos Panamericanos 2023                 | Argentina            | Bandera de Argentina               | 108:73    | Bandera de México                  | México               |
| 4 de noviembre de 2023  | Santiago          | Juegos Panamericanos 2023                 | México               | Bandera de México                  | 61:73     | Bandera de Brasil                  | Brasil               |
| 23 de febrero de 2024   | Santo Domingo     | Clasificatorio AmeriCup 2025              | República Dominicana | Bandera de la República Dominicana | 84:70     | Bandera de México                  | México               |
| 26 de febrero de 2024   | Bandera de México | Clasificatorio AmeriCup 2025              | México               | Bandera de México                  | 80:73 TE  | Bandera de la República Dominicana | República Dominicana |
| 2 de julio de 2024      | San Juan          | Torneo Preolímpico FIBA 2024              | México               | Bandera de México                  | 84:96     | Bandera de Lituania                | Lituania             |
| 4 de julio de 2024      | San Juan          | Torneo Preolímpico FIBA 2024              | Costa de Marfil      | Bandera de Costa de Marfil         | 81:92     | Bandera de México                  | México               |
| 6 de julio de 2024      | San Juan          | Torneo Preolímpico FIBA 2024              | Puerto Rico          | Bandera de Puerto Rico             | 98:78     | Bandera de México                  | México               |
| 21 de noviembre de 2024 | Managua           | Clasificatorio AmeriCup 2025              | Nicaragua            | Bandera de Nicaragua               | 77:86     | Bandera de México                  | México               |
| 24 de noviembre de 2024 | Hamilton          | Clasificatorio AmeriCup 2025              | Canadá               | Bandera de Canadá                  | 83:73     | Bandera de México                  | México               |
| 21 de febrero de 2025   | Bandera de México | Clasificatorio AmeriCup 2025              | México               | Bandera de México                  | 107:57    | Bandera de Nicaragua               | Nicaragua            |
| 24 de febrero de 2025   | Bandera de México | Clasificatorio AmeriCup 2025              | México               | Bandera de México                  | 98:94     | Bandera de Canadá                  | Canadá               |

## Estadísticas

### Copa Mundial FIBA
Resultado General: 20.º puesto
| Copa Mundial de Baloncesto |
| --- |
| - 1950: No calificó - 1954: No calificó - 1959: 13° Lugar - 1963: 9° Lugar - 1967: 8° Lugar - 1970: No calificó - 1974: 9° Lugar - 1978: No calificó - 1982: No calificó - 1986: No calificó - 1990: No calificó - 1994: No calificó - 1998: No calificó - 2002: No calificó - 2006: No calificó - 2010: No calificó - 2014: 14° Lugar - 2019: No calificó - 2023: 25° Lugar - 2027: TBD |

### Juegos Olímpicos
| Baloncesto en los Juegos Olímpicos |
| --- |
| - Berlín 1936: - Londres 1948: 4° Lugar - Helsinki 1952: 9° Lugar - Melbourne 1956: No calificó - Roma 1960: 12° Lugar - Tokio 1964: 12° Lugar - México 1968: 5° Lugar - Múnich 1972: No calificó - Montreal 1976: 10° Lugar - Moscú 1980: No calificó - Los Ángeles 1984: No calificó - Seúl 1988: No calificó - Barcelona 1992: No calificó - Atlanta 1996: No calificó - Sídney 2000: No calificó - Atenas 2004: No calificó - Pekín 2008: No calificó - Londres 2012: No calificó - Río 2016: No calificó - Tokio 2020: No calificó - París 2024: No calificó |

### FIBA AmeriCup
| - 1980: 5° Lugar - 1984: 5° Lugar - 1988: 6° Lugar - 1989: 9° Lugar - 1992: 7° Lugar - 1993: No calificó - 1995: No calificó - 1997: 10° Lugar - 1999: No calificó - 2001: 9° Lugar - 2003: 6° Lugar - 2005: 10° Lugar - 2007: 7° Lugar - 2009: 7° Lugar - 2011: No calificó - 2013: - 2015: 4° Lugar - 2017: - 2022: 6° - 2025: No calificó |

### Juegos Panamericanos
| Juegos Panamericanos | Juegos Panamericanos | Juegos Panamericanos | Juegos Panamericanos | Juegos Panamericanos | Juegos Panamericanos |
| -------------------- | -------------------- | -------------------- | -------------------- | -------------------- | -------------------- |
| - 1951: 8° Lugar     |                      | - 1979: 8° Lugar     |                      | - 2007: No calificó  |                      |
| - 1955: 4° Lugar     |                      | - 1983:              |                      | - 2011:              |                      |
| - 1959: 4° Lugar     |                      | - 1987: 4° Lugar     |                      | - 2015: 8° Lugar     |                      |
| - 1963: 7° Lugar     |                      | - 1991:              |                      | - 2019: 7° Lugar     |                      |
| - 1967:              |                      | - 1995: 5° Lugar     |                      | - 2023: 4° Lugar     |                      |
| - 1971: 4° Lugar     |                      | - 1999: No calificó  |                      | - 2027: ?            |                      |
| - 1975: 4° Lugar     |                      | - 2003: 5° Lugar     |                      |                      |                      |

### Centrobasket FIBA

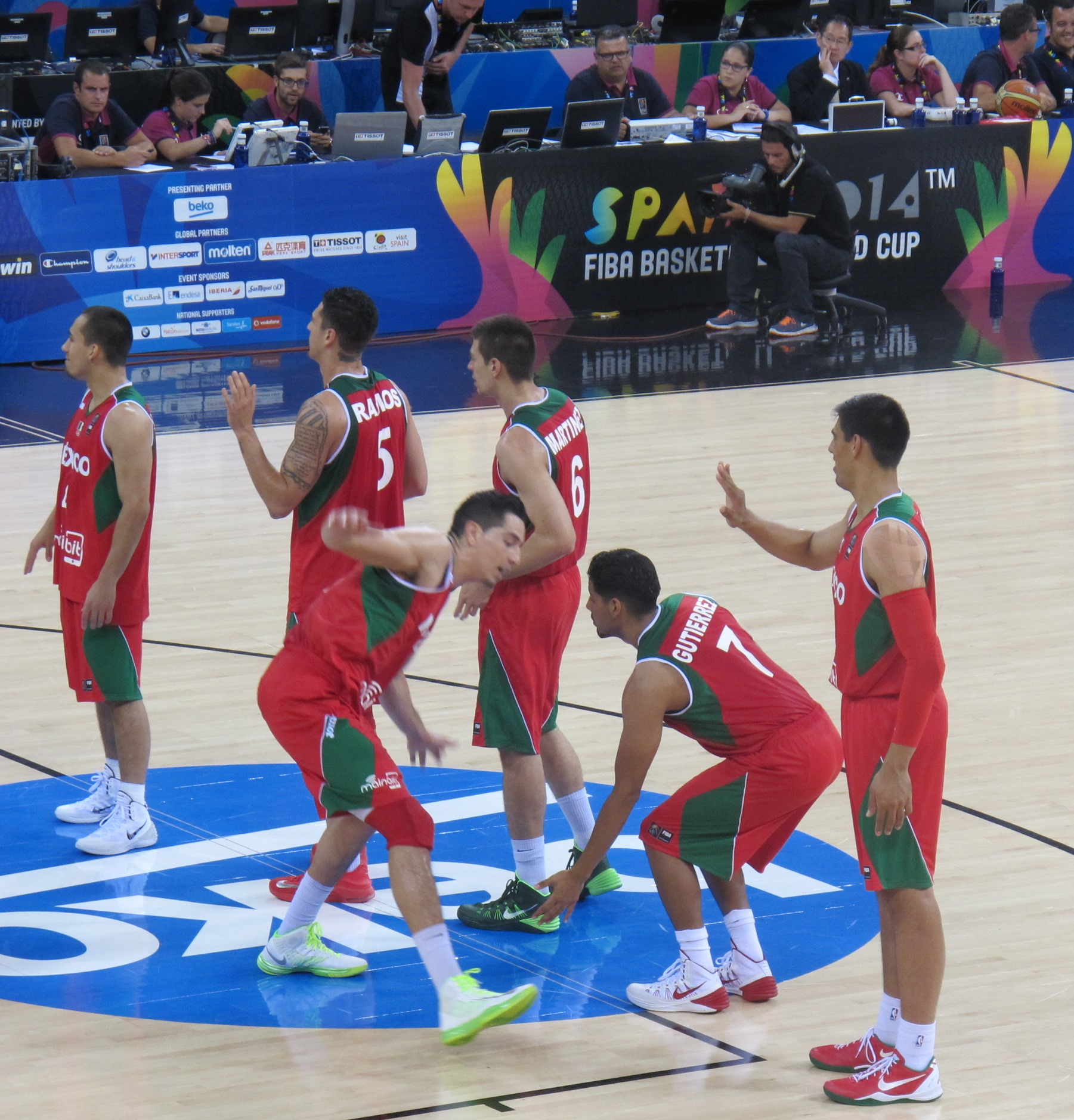
Integrantes de la Selección de México en 2014, que llegó por primera vez a los playoffs de la Copa del Mundo.

| - 1965: - 1967: 4° Lugar - 1969: No calificó - 1971: No calificó - 1973: - 1975: - 1977: 4° Lugar - 1981: 4° Lugar - 1985: 4° Lugar - 1987: - 1989: 4° Lugar - 1991: - 1993: 5° Lugar - 1995: 5° Lugar - 1997: 4° Lugar - 1999: 5° Lugar - 2001: - 2003: - 2004: 4° Lugar - 2006: 4° Lugar - 2008: 5° Lugar - 2010: 6° Lugar - 2012: 6° Lugar - 2014: - 2016: |

## Palmarés

### Global
Juegos Olímpicos
- Tercer lugar (1): 1936

### Continental
FIBA AmeriCup
- Campeón (1): 2013
- Tercer lugar (1): 2017

Juegos Panamericanos
- Subcampeón (3): 1967, 1991, 2011
- Tercer lugar (1): 1983

### Regional
Centrobasket FIBA
- Campeón (3): 1965, 1975, 2014
- Subcampeón (4): 1973, 1991, 2001, 2016
- Tercer lugar (2): 1987, 2003

Campeonato COCABA FIBA
- Campeón (4): 2006, 2007, 2009, 2013

Juegos Centroamericanos y del Caribe
- Campeón (8): 1926, 1930, 1935, 1938, 1946, 1950, 1954, 1990
- Subcampeón (3): 1966, 2010, 2023
- Tercer lugar (5): 1962, 1974, 1978, 1982, 2002

### Amistosos
Copa William Jones: 1990
| Competición                          | Medalla de oro | Medalla de plata | Medalla de bronce | Total |
| ------------------------------------ | -------------- | ---------------- | ----------------- | ----- |
| Juegos Olímpicos                     | 0              | 0                | 1                 | 1     |
| FIBA AmeriCup                        | 1              | 0                | 1                 | 2     |
| Juegos Panamericanos                 | 0              | 3                | 1                 | 4     |
| Centrobasket FIBA                    | 3              | 4                | 2                 | 9     |
| Campeonato COCABA FIBA               | 4              | 0                | 0                 | 4     |
| Juegos Centroamericanos y del Caribe | 8              | 3                | 5                 | 16    |
| Total                                | 16             | 10               | 10                | 36    |